# Álex Ubago: En Directo
Álex Ubago: En Directo è un album live del cantante spagnolo Álex Ubago, pubblicato il 20 agosto 2004 dalla Warner Music.
Le tracce sono state registrate il 23 giugno 2004 durante un concerto tenutosi ad Algorta (Bizkaia).

## Tracce
1. Allí estaré
2. ¿Qué pides tú?
3. Por tantas cosas
4. Ahora que no estás
5. Dame tu aire
6. Otro día más
7. No te rindas
8. Salida
9. ¿Sabes?
10. A gritos de esperanza
11. Por esta ciudad
12. Aunque no te pueda ver
13. Despertar
14. Cuanto Antes
15. Prefiero